# Strong (Maine)
Strong es un pueblo ubicado en el condado de Franklin en el estado estadounidense de Maine. En el Censo de 2010 tenía una población de 1.213 habitantes y una densidad poblacional de 16,18 personas por km².

## Geografía
Strong se encuentra ubicado en las coordenadas 44°47′10″N 70°12′31″O / 44.78611, -70.20861. Según la Oficina del Censo de los Estados Unidos, Strong tiene una superficie total de 74.96 km², de la cual 73.42 km² corresponden a tierra firme y (2.05%) 1.54 km² es agua.

## Demografía
Según el censo de 2010, había 1.213 personas residiendo en Strong. La densidad de población era de 16,18 hab./km². De los 1.213 habitantes, Strong estaba compuesto por el 97.11% blancos, el 0.41% eran afroamericanos, el 0.49% eran amerindios, el 0.25% eran asiáticos, el 0.08% eran isleños del Pacífico, el 0% eran de otras razas y el 1.65% pertenecían a dos o más razas. Del total de la población el 1.15% eran hispanos o latinos de cualquier raza.